# Amistats salvatges
Amistats salvatges (títol original en anglès, Animals) és una pel·lícula de comèdia dramàtica del 2019 dirigida per Sophie Hyde, protagonitzada per Holliday Grainger i Alia Shawkat. Es va projectar a la categoria Premieres del Festival de Cinema de Sundance de 2019. Es tracta d'una adaptació de la novel·la homònima d'Emma Jane Unsworth del 2014. La pel·lícula segueix els millors amics Laura i Tyler, l'estil de vida dels quals està sota control just quan la Laura es compromet amb un abstemi. S'ha doblat i subtitulat al català.

## Repartiment
- Holliday Grainger com a Laura
- Alia Shawkat com a Tyler
- Fra Fee com a Jim
- Jamael Westman com a Leo
- Dermot Murphy com a Marty
- Amy Molloy com a Jean
- Kwaku Fortune com a Julian
- Olwen Fouéré com a Maureen
- Pat Shortt com a Bill